# Blasenesche

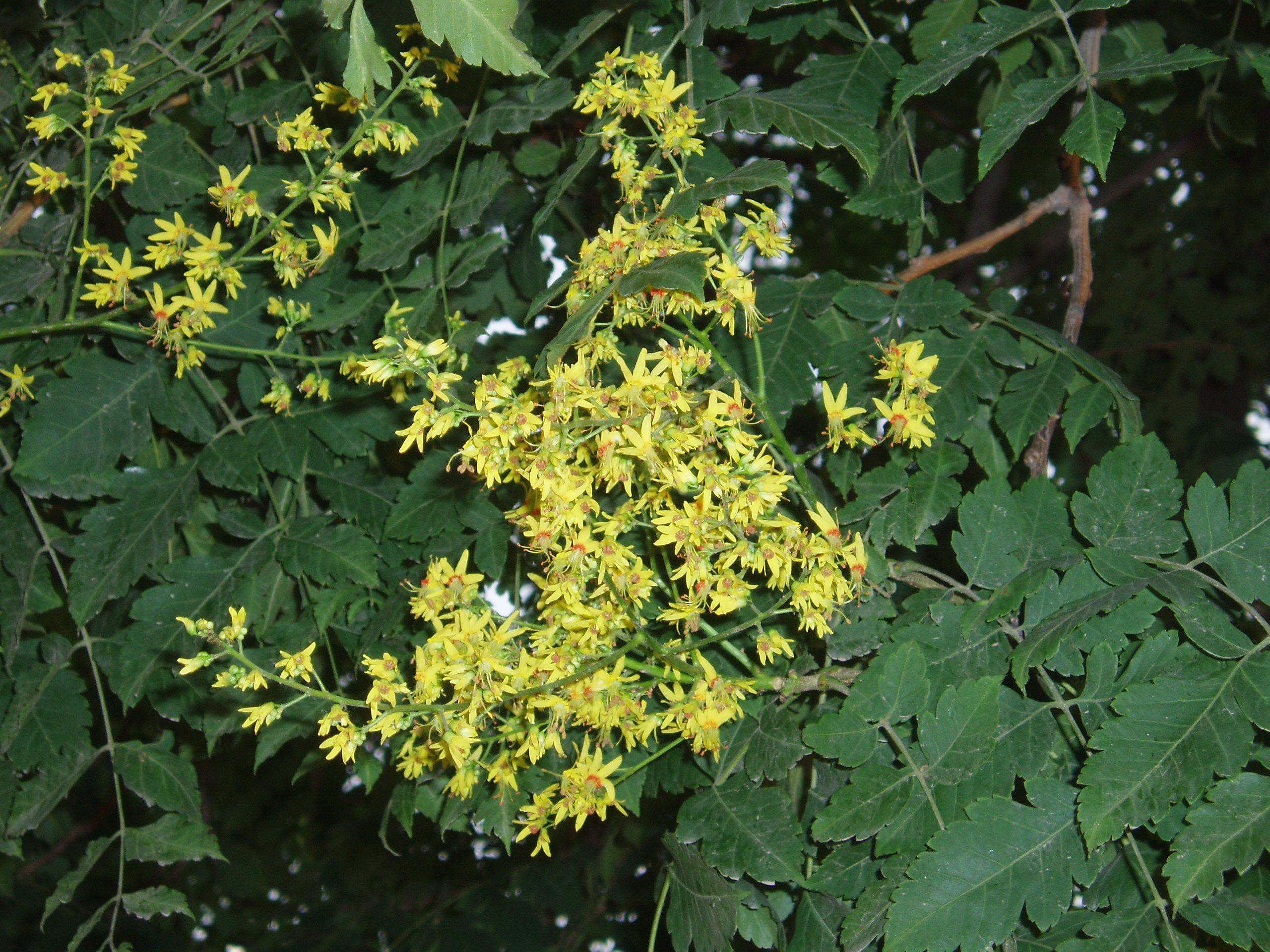
Blütenstand

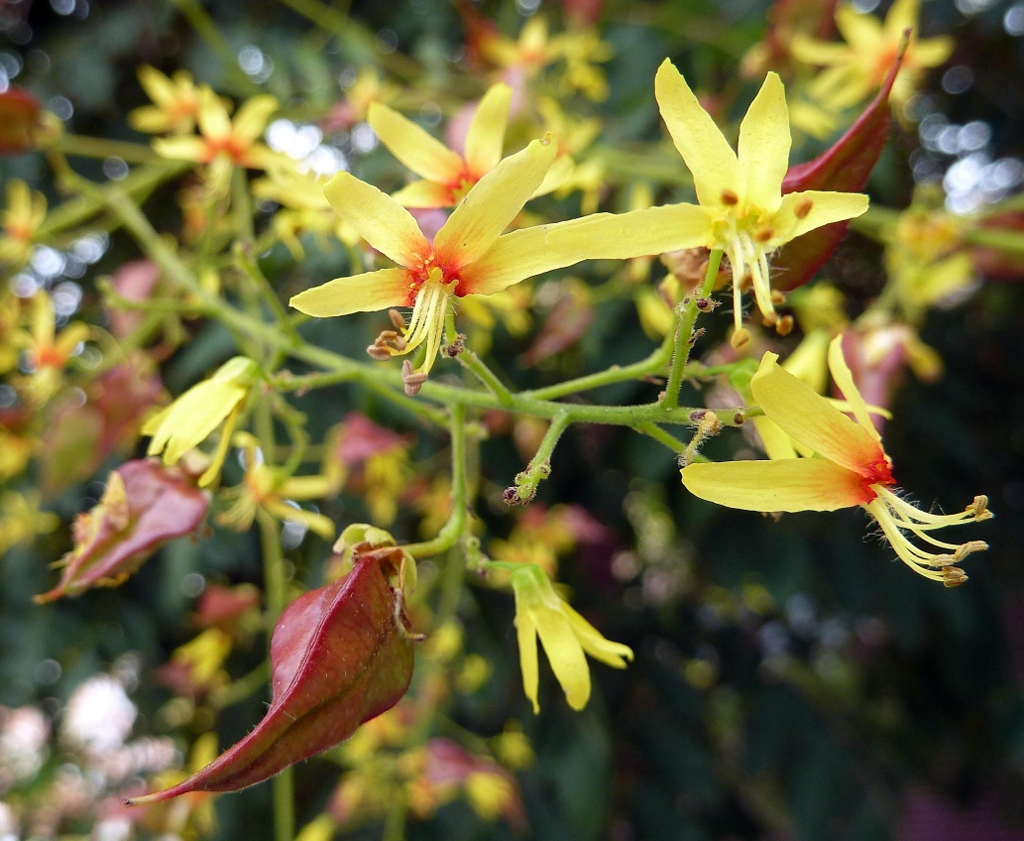
Blüten

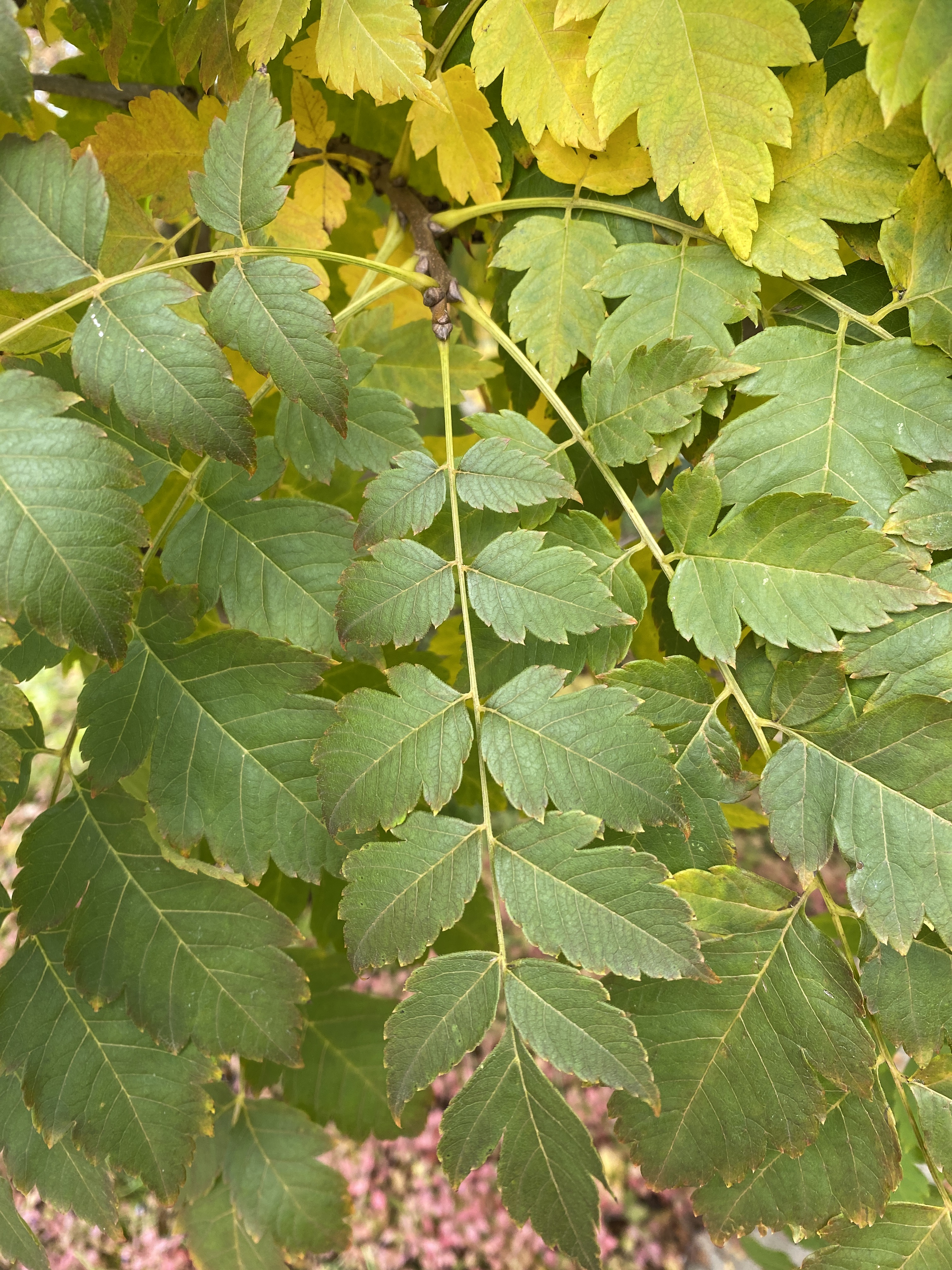
Unpaarig gefiedertes Laubblatt

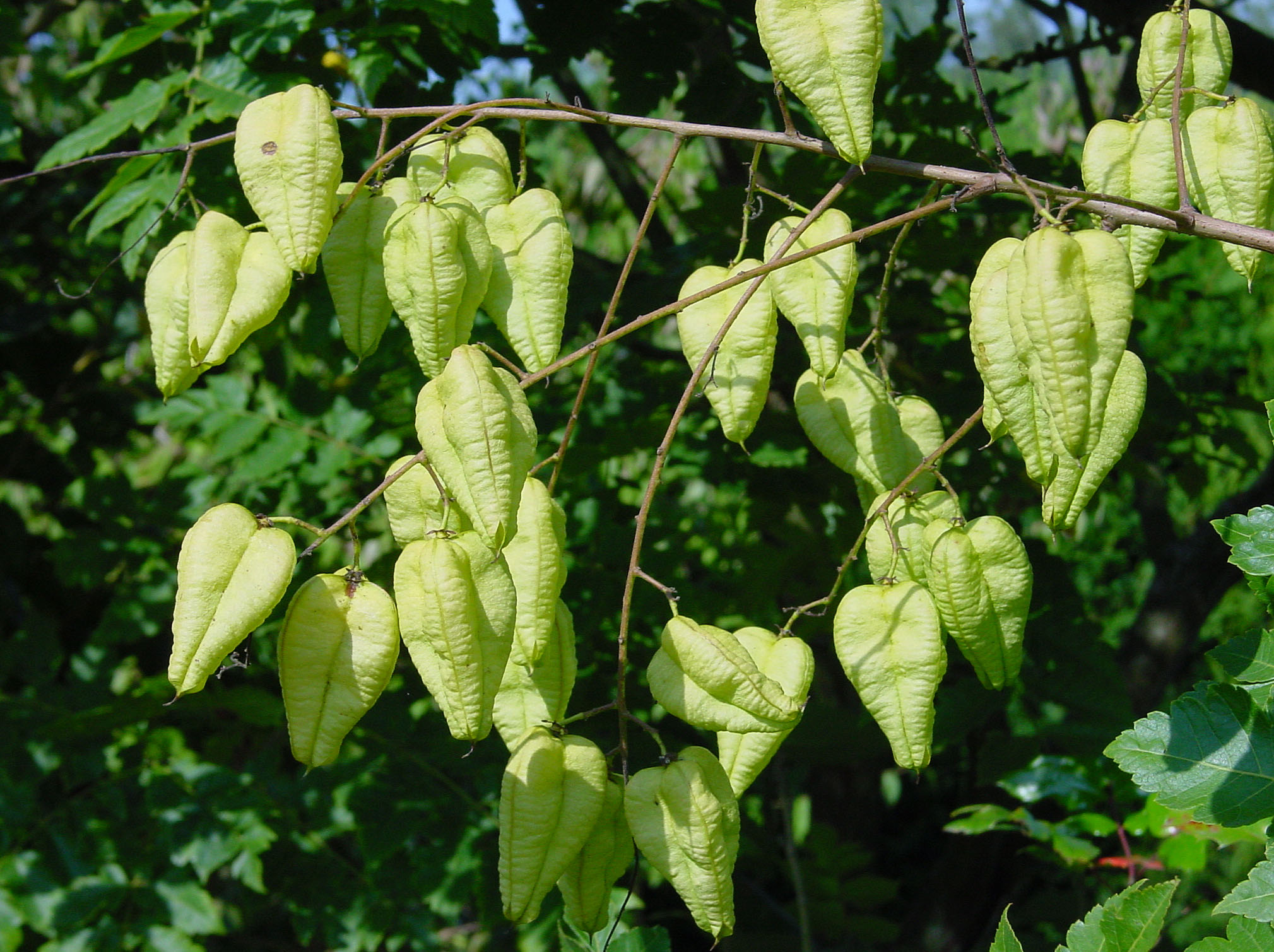
Junge blasenförmige Früchte

Die Blasenesche (Koelreuteria paniculata), auch (Rispiger) Blasenbaum oder Lampionbaum genannt, ist eine Pflanzenart in der Familie der Seifenbaumgewächse (Sapindaceae). Sie stammt aus China und ist die bekannteste der drei Arten in der Gattung Koelreuteria.

## Beschreibung
Die Blasenesche wächst als ein sommergrüner Baum oder Strauch. Sie erreicht Wuchshöhen bis über 15 Meter und Stammdurchmesser bis über 50 Zentimeter. Die rissige bis furchige Borke des Stammes ist rau und braun–gräulich mit schmalen orangefarbenen Furchen. Die Baumkrone ist relativ breit mit bogig ansteigenden Ästen. Die Rinde junger Zweige ist hell kupferbraun. Die Blattknospen sind etwa 2 mm groß.
Die wechselständigen Laubblätter sind bis 35 cm lang und unpaarig gefiedert mit 7 bis 15 Fiederblättchen. Die kurz gestielten und rundspitzigen bis spitzen Blättchen sind eiförmig bis rhombisch und 3 bis 8 Zentimeter lang; die Blättchen sind tief gesägt bis gelappt. Die Blattspindel ist grünlich bis rötlich. Der frische Blattaustrieb Mitte Mai ist anfangs dunkelrot gefärbt. Die Herbstfärbung des Laubes ist gelb bis orange. Die Nebenblätter fehlen.
Die Blasenesche ist einhäusig funktionell monözisch. Die leicht duftenden Blüten erscheinen im Mai bis Juli in endständigen, lockeren und feinhaarigen, rispigen, thyrsigen Blütenständen. Die einzelnen, kurz gestielten, gelben bis orangen, funktionell eingeschlechtlichen Blüten mit doppelter Blütenhülle sind etwa 1,4 cm groß. Es sind 5 kleine, ungleiche Kelch- und 4 ausladende bis zurückgelegte, genagelte Kronblätter mit später oranger Basis vorhanden. Innen am behaarten Nagel sind zwei schuppenförmige Anhängsel ausgebildet. Die männlichen Blüten besitzen 8 Staubblätter mit behaarten Staubfäden und einen behaarten Pistillode. Die weiblichen Blüten besitzen einen dreikammerigen, oberständigen Fruchtknoten mit kurzem Griffel und dreilappiger Narbe sowie Staminodien. Es ist jeweils ein dicker Diskus vorhanden.
Die eiförmigen, dreilappigen, lokulizidalen, kahlen Kapselfrüchte besitzen eine zunächst gelbgrüne, später hellbraune, papierartige und blasenförmige Hülle. Die Fruchthülle ist etwa 4 bis 5 Zentimeter lang und dreiklappig; sie enthält drei schwarze, rundliche, harte, bis 8 Millimeter große Samen.
Die Chromosomenzahl beträgt 2n = 22 oder 30.

## Vorkommen
Die Blasenesche ist in weiten Teilen Chinas heimisch; ihre Vorkommen finden sich in den Provinzen Anhui, Gansu, Hebei, Henan, Hubei, Jiangsu, Liaoning, Shaanxi, Shandong, Shanxi, Sichuan, Yunnan und Zhejiang.
Die Blasenesche ist in Mitteleuropa zuverlässig winterhart und wird häufig in Parks und Gärten als Zierbaum gepflanzt.

## Systematik
Die Erstbeschreibung durch den finnischen Botaniker Erich G. Laxmann wurde 1772 veröffentlicht. Synonyme für Koelreuteria paniculata Laxm. sind: Koelreuteria apiculata Rehder & E.H.Wilson, Koelreuteria bipinnata Franchet var. apiculata How & Ho, Koelreuteria chinensis (Murray) Hoffmanns., Koelreuteria paniculata var. apiculata (Rehder & E.H.Wilson) Rehder, Sapindus chinensis Murray.

### Zuchtformen
- 'Fastigiata': Diese Form ist 1888 in Kew entstanden; sie wächst säulenförmig mit fast senkrecht aufstrebenden Zweigen und kann wie der Typ etwa 15 Meter hoch werden.
- 'September': Diese Form blüht später als die Art, gilt als weniger frosthart. Womöglich eine Arthybride.